# (710) Gertrud
(710) Gertrud ist ein Asteroid des Hauptgürtels, der am 28. Februar 1911 von Johann Palisa in Wien entdeckt wurde.
Der Asteroid ist benannt nach einer Enkelin des Entdeckers.